# Elwro 330

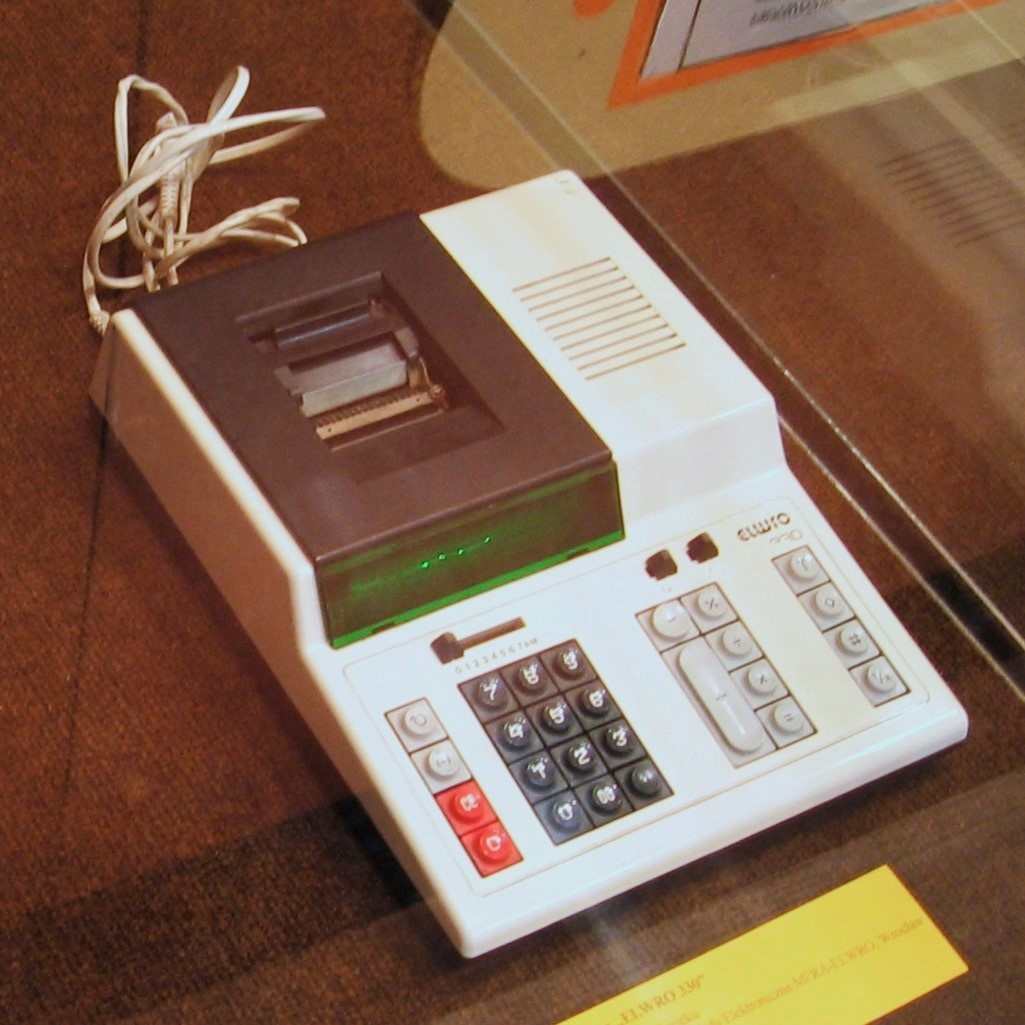
Elwro 330

Elwro 330 – polski kalkulator produkowany przez zakłady Elwro we Wrocławiu na przełomie lat 80. i 90. XX w. Unowocześniona wersja kalkulatora Elwro 240.
Był wyposażony w wyświetlacz i drukarkę, zasilany z sieci energetycznej.
Umożliwiał wykonywanie dodawania i odejmowania w oparciu o logikę arytmetyczną, a więc należało najpierw wprowadzić cyfrę lub liczbę, a potem jej znak, czyli aby wykonać działanie 4 − 3 = należało wprowadzić 4+3–T, jednak posiadał dodatkowy rejestr wykonujący mnożenie i dzielenie w ciągu sumowania, co podnosiło jego walory użytkowe mimo braku pamięci.
Ponadto umożliwiał oblicznie odwrotności liczby i procentów. Liczba miejsc dziesiętnych i sposób zaokrąglania obliczeń były ustawiane przełącznikami. Był także wyłącznik drukarki.